# Mot nytt liv
Mot nytt liv (finska: Uuteen elämään) är en finländsk dramafilm från 1942, regisserad av Toivo Särkkä och producerad av Suomen Filmiteollisuus. Filmen är en nyinspelning av den svenska filmen ...som en tjuv om natten från 1940.

## Skådespelare (urval)[1]
- Ansa Ikonen – Annikki Aho
- Aku Korhonen – Kalle Karlsson
- Unto Salminen – Niilo Nurmi
- Anni Hämäläinen – Fru Sahlberg
- Hugo Hytönen – Koskinen
- Yrjö Tuominen – Kapperi
- Theodor Weissman – Kotivalo Svalling
- Siiri Angerkoski – Tekla
- Ossi Elstelä – Einari Oska